# Arthrocnodax fagi
Arthrocnodax fagi är en tvåvingeart som beskrevs av Jean-Jacques Kieffer 1901. Arthrocnodax fagi ingår i släktet Arthrocnodax och familjen gallmyggor.
Artens utbredningsområde är Frankrike. Inga underarter finns listade i Catalogue of Life.